# Mineralizacja (chemia)

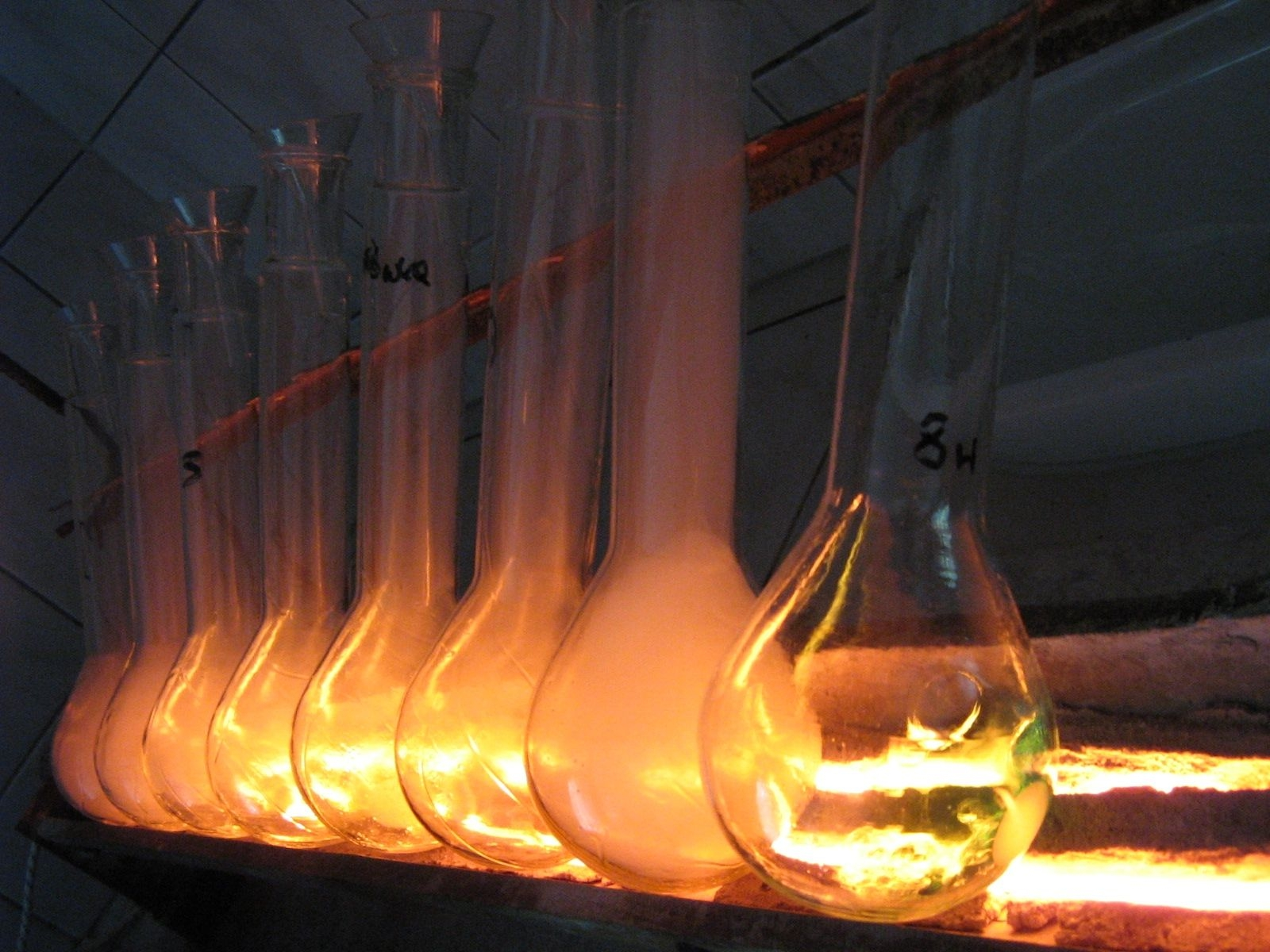
Mineralizacja azotu organicznego w kwasie siarkowym (metoda Kjeldahla)

Mineralizacja – w chemii analitycznej jest to całkowity rozkład substancji organicznych do prostych stałych związków nieorganicznych, zazwyczaj poprzez ostrożne utlenianie lub odparowywanie. Na skutek tego procesu, z próbki jest całkowicie usuwany wodór, węgiel, siarka i azot, które odparowują w postaci pary wodnej i odpowiednich gazowych tlenków, zaś pozostałość to tlenki i sole innych pierwiastków obecnych w analizowanej substancji. Niegdyś mineralizację przeprowadzano tzw. metodą mokrą – zwykle poprzez ogrzewanie próbek z dodatkiem silnych kwasów utleniających takich jak np. kwas siarkowy. Obecnie w laboratoriach analitycznych częściej praktykuje się metodę suchą, która polega na ogrzewaniu próbek w dobrze wentylowanych piecach mikrofalowych o dużej mocy. Mineralizację prowadzi się zazwyczaj w celu stwierdzenia obecności  pierwiastków śladowych i ustalenia ich stężenia w badanej substancji.